# Long Island (ö i Australien, New South Wales, lat -33,54, long 151,22)
Long Island är en ö i Australien. Den ligger i delstaten New South Wales, i den sydöstra delen av landet, omkring 36 kilometer norr om delstatshuvudstaden Sydney.
I omgivningarna runt Long Island växer i huvudsak städsegrön lövskog. Genomsnittlig årsnederbörd är 1 380 millimeter. Den regnigaste månaden är februari, med i genomsnitt 200 mm nederbörd, och den torraste är juli, med 36 mm nederbörd.